# Pseudoeurycea
Pseudoeurycea és un gènere d'amfibis urodels de la família Plethodontidae, distribuïdes des de Mèxic a Guatemala.

## Taxonomia
El gènere Pseudoeurycea inclou diverses espècies: 
- Pseudoeurycea ahuitzotl
- Pseudoeurycea altamontana
- Pseudoeurycea amuzga
- Pseudoeurycea anitae
- Pseudoeurycea aquatica
- Pseudoeurycea aurantia
- Pseudoeurycea bellii
- Pseudoeurycea boneti
- Pseudoeurycea brunnata
- Pseudoeurycea cephalica (estatus taxonòmic discutit)
- Pseudoeurycea cochranae
- Pseudoeurycea conanti
- Pseudoeurycea exspectata
- Pseudoeurycea firscheini
- Pseudoeurycea gadovii
- Pseudoeurycea galeanae
- Pseudoeurycea gigantea
- Pseudoeurycea goebeli
- Pseudoeurycea juarezi
- Pseudoeurycea leprosa
- Pseudoeurycea lineola
- Pseudoeurycea longicauda
- Pseudoeurycea lynchi
- Pseudoeurycea maxima
- Pseudoeurycea melanomolga
- Pseudoeurycea mixcoatl
- Pseudoeurycea mixteca
- Pseudoeurycea mystax
- Pseudoeurycea naucampatepetl
- Pseudoeurycea nigra
- Pseudoeurycea nigromaculata
- Pseudoeurycea obesa
- Pseudoeurycea orchileucos
- Pseudoeurycea orchimelas
- Pseudoeurycea papenfussi
- Pseudoeurycea parva
- Pseudoeurycea praecellens
- Pseudoeurycea quetzalanensis
- Pseudoeurycea rex
- Pseudoeurycea robertsi
- Pseudoeurycea ruficauda
- Pseudoeurycea saltator
- Pseudoeurycea scandens
- Pseudoeurycea smithi
- Pseudoeurycea sulcata
- Pseudoeurycea tenchalli
- Pseudoeurycea teotepec
- Pseudoeurycea tlahcuiloh
- Pseudoeurycea tlilicxitl
- Pseudoeurycea unguidentis
- Pseudoeurycea werleri